# Староталалаївська сільська рада
Староталалаївська сільська́ ра́да (до 2016 року — Сильченківська) — колишній орган місцевого самоврядування у Талалаївському районі Чернігівської області. Адміністративний центр — село Стара Талалаївка.

## Населені пункти
Сільській раді підпорядковані населені пункти:
- с. Стара Талалаївка
- с-ще Основа
- с. Слобідка

## Загальні відомості
- Територія ради: 69,53 км²
- Населення ради: 1178 осіб (станом на 2001 рік). З них село Стара Талалаївка — 805 осіб, Слобідка — 222 особи, Основа — 151 особа.
- Відстань до районного центру шосейними шляхами 7 кілометрів.

## Історія
Староталалаївська сільська рада зареєстрована у 1917 році. Нинішня сільська рада стала однією з 13-ти сільських рад Талалаївського району і однією з одинадцяти, яка складається більш, ніж з одного населеного пункту.

## Склад ради
Рада складається з 15 депутатів та голови.
- Голова ради: Покришка Василь Петрович
- Секретар ради: Збараг Галина Дмитрівна

### Керівний склад попередніх скликань
| ПІБ                              | Основні відомості                                                                                  | Дата обрання | Дата звільнення |
| -------------------------------- | -------------------------------------------------------------------------------------------------- | ------------ | --------------- |
| Оврамець Валентина Володимирівна | Сільський голова, 1958 року народження, позапартійна                                               | 26.03.2006   | 31.10.2010      |
| Покришка Василь Петрович         | Сільський голова, 1960 року народження, освіта вища, член Всеукраїнського об'єднання «Батьківщина» | 31.10.2010   |                 |

Примітка: таблиця складена за даними джерела

### Депутати
За результатами місцевих виборів 2010 року депутатами ради стали:

#### За суб'єктами висування
| Суб'єкт висування                 | Кількість обраних депутатів | %    |
| --------------------------------- | --------------------------- | ---- |
| Самовисування                     | 9                           | 60   |
| Партія регіонів                   | 3                           | 20   |
| Політична партія «Сильна Україна» | 2                           | 13,3 |
| Політична партія «Сила і честь»   | 1                           | 6,7  |

#### За округами
| № округу                          | Прізвище, ім'я, по батькові   | Дата визнання обраним | Освіта         | Партійна приналежність | Відомості про обраного депутата                                                                  |
| --------------------------------- | ----------------------------- | --------------------- | -------------- | ---------------------- | ------------------------------------------------------------------------------------------------ |
| Партія регіонів                   |                               |                       |                |                        |                                                                                                  |
| 4                                 | Прядка Оксана Володимирівна   | 31.10.2010            | Освіта вища    | член Партії регіонів   | КРУ в Срібнянському районі, контролер-ревізор                                                    |
| 10                                | Христенко Лідія Василівна     | 31.10.2010            | Освіта середня | позапартійна           | територіальний центр по обслуговуванню одиноких та непрацездатних громадян, соціальний працівник |
| 12                                | Потеряйко Анатолій Борисович  | 31.10.2010            | Освіта середня | член Партії регіонів   | ТОВ АФ «Обрій ЛТД», водій                                                                        |
| Політична партія «Сила і Честь»   |                               |                       |                |                        |                                                                                                  |
| 1                                 | Цанкова Наталія Костянтинівна | 31.10.2010            | Освіта середня | позапартійна           | Сильченківська сільська рада, спеціаліст                                                         |
| Політична партія «Сильна Україна» |                               |                       |                |                        |                                                                                                  |
| 2                                 | Ценцеря Ольга Феодосіївна     | 31.10.2010            | Освіта вища    | позапартійна           | Сильченківська сільська рада, головний бухгалтер                                                 |
| 6                                 | Збараг Галина Дмитрівна       | 31.10.2010            | Освіта вища    | позапартійна           | Сильченківська сільська рада, секретар                                                           |
| Самовисування                     |                               |                       |                |                        |                                                                                                  |
| 3                                 | Цанков Юрій В'ячеславович     | 31.10.2010            | Освіта вища    | позапартійний          | приватний підприємець                                                                            |
| 5                                 | Клименчук Валентина Іванівна  | 31.10.2010            | Освіта вища    | позапартійна           | Сильченківська загальноосвітня школа І-ІІІ ст., вчитель                                          |
| 7                                 | Білан Оксана Петрівна         | 31.10.2010            | Освіта вища    | позапартійна           | Сильченківська загальноосвітня школа І-ІІІ ст., вчитель                                          |
| 8                                 | Острішко Наталія Миколаївна   | 31.10.2010            | Освіта вища    | позапартійна           | Сильченківська загальноосвітня школа І-ІІІ ст., педагог-організатор                              |
| 9                                 | Острішко Сергій Михайлович    | 31.10.2010            | Освіта вища    | позапартійний          | Автоколона № 5 Прилуцького УТТ, машиніст                                                         |
| 11                                | Жилка Олександр Анатолійович  | 31.10.2010            | Освіта середня | позапартійний          | ТОВ АФ «Обрій ЛТД», водій                                                                        |
| 13                                | Калитка Світлана Анатоліївна  | 31.10.2010            | Освіта середня | позапартійна           | тимчасово не працює                                                                              |
| 14                                | Гопка Катерина Олексіївна     | 31.10.2010            | Освіта середня | член Партії регіонів   | тимчасово не працює                                                                              |
| 15                                | Чикиш Олексій Володимирович   | 31.10.2010            | Освіта середня | позапартійний          | тимчасово не працює                                                                              |

## Освіта
На території сільради діє Староталалаївська ЗОШ І-ІІІ ст., в якій навчається 66 учнів, та Староталалаївський ДНЗ «Веселка».